# 川田祐
川田 祐（かわだ ゆう、1983年3月9日 - ）は、日本の男性声優、俳優である。愛知県半田市出身。ラクーンドッグ預かり所属。

## 来歴
- 第1期ハイパーヨーヨーの時よりヨーヨーを始め、THP-Jの8番目のメンバーとなる。
- 第3期ハイパーヨーヨーのプロモーションキャラクター”トップスピナー・タイガ”を務めた。
- 2000年、2006年のヨーヨー世界チャンピオン獲得者である。それが元で2007年に俳優デビューした『風魔の小次郎』ではヨーヨーを使った役でその技が活かされた。
- もともと声優志望だった過去があり、俳優以外にパフォーマンスやMCなどの活動も行っている。第11回ヘブンアーティスト資格を取得した[3]。
- 原宿を拠点に活動するエンターテイメントチーム「HAP12」にリヒト名義で参加していた。
- 2013年、ヨーヨーパフォーマーのTOMMYとSOUL名義でSPINATIONとしてヨーヨー世界大会パフォーマンス部門で優勝した[4]。2014年にも同じくパフォーマンス部門でSPINATIONとして2連覇を果たした。
- ダブルフォックス[5]、サンミュージックブレーン[6]を経て、プロ・フィット声優養成所を卒業し[1]、2018年4月より声優事務所のプロ・フィットに預かり所属となった。
- 2022年4月1日付で所属していたプロ・フィットが同年3月末を以てマネジメント事業を終了したことに伴い[7][8]、ラクーンドッグへ移籍[9][10]。

## 出演

### 映画
- ガチンコ 喧嘩上等（2010年） - 高木鉄平 役[11]
- LOST LOVE LETTER（2016年）[12]

### テレビドラマ
- 風魔の小次郎（2007年10月 - 12月、TOKYO MX） - 妖水 役[13]
- トミカヒーロー レスキューファイアー（2009年4月 - 2010年3月、テレビ愛知） - 恵ユウマ / ファイアー2 役[14]
- 闇金ウシジマくん（2010年、毎日放送） - 宮野 役
- ハイパーヨーヨーシリーズ（テレビ東京） - トップスピナー タイガ 役
  - ハイパーヨーヨーバーニング（2011年）
  - ハイパーヨーヨーキングダム（2012年）
- カメラマン亜愛一郎の迷宮推理（2013年、テレビ東京）
- 天使と悪魔-未解決事件匿名交渉課- 第3話（2015年4月24日、テレビ朝日系）
- 青春探偵ハルヤ〜大人の悪を許さない!〜 第2話（2015年10月22日、日本テレビ系）
- ダブルチート 偽りの警官 Season1 第7話（2024年6月7日、テレビ東京・WOWOW）
- 伝説の頭 翔 第1話（2024年7月19日、テレビ朝日）
- リベンジ・スパイ 第4話（2025年7月26日、テレビ朝日）

### バラエティ
- おはスタ（2011年 - 2013年） - トップスピナー タイガ 役

### 舞台
- 風魔の小次郎（2008年） - 妖水 役
- コントンクラブ（2009年）
- 唇からナイフ（2010年2月、北沢タウンホール）第20回下北沢演劇祭参加作品[15]
- 薔薇ばらバラな天使たち（2010年5月、ザムザ阿佐谷）[16]
- テガミ（2011年1月、萬劇場）Blam vol.3
- Dandy cute Dandy（2011年5月、アイピット目白）A-LIGHT PRODUCE PERFORMANCE
- SHINSENGUMI〜episodeIKEDAYA〜（2011年11月、恵比寿エコー劇場） - 斉藤一 役[17]
- Stylish Shine vol.3「SNOW PRINCESS! 〜鏡の真実と7人の○○たち〜」（2012年12月、全労済ホールスペース・ゼロ）
- 演劇茶房 猫にご飯「DADDY’s BEST」（2013年3月、萬劇場）[18]
- YOYO ENTERTAINMENT STAGE SPINATION（2013年6月、ナンジャーレ）
- Play Again vol.3「OVER SMILE」（2013年9月、シアターグリーン BIG TREE THEATER）[19]
- SEPT pleasant party night!!!! Vol.3 「〜STAND UP!! パズルのピース〜」（2014年11月28日・29日、Future SEVEN）[20]
- 山本プロデュースJAPAN「sphere」（2014年12月19日 - 21日、阿佐ヶ谷アートスペースプロット）[21]
- ロストマンブルース（2015年5月26日 - 31日、笹塚ファクトリー）[22]
- SEPT pleasant party night!!!! vol.5「クロックミュージアム〜5つの音楽、5つの物語〜」（2015年11月23日、Future SEVEN）[23]
- 宮本武蔵外伝〜我が宿敵は女子高生成り〜（2016年3月18日 - 21日、三越劇場）[24]
- SaGa THE STAGE 〜七英雄の帰還〜（2018年9月21日、埼玉：戸田市文化会館 / 10月2日 - 8日、東京：シアター1010 / 10月17日 - 21日、大阪：サンケイホールブリーゼ） - ボクオーン 役[25][26]
- SaGa THE STAGE〜再生の絆〜（2024年2月 - 3月） - ボクオーン 役[27]

### テレビアニメ
2018年
- グランクレスト戦記（側近、聖騎士）
- ベルゼブブ嬢のお気に召すまま。（カップル男性）

2019年
- ダンベル何キロ持てる?（ジムの会員）

2021年
- プレイタの傷（ダスク社員、刑事、警官）
- ぼくたちのリメイク

2022年
- RPG不動産（王国魔法部隊兵）
- 組長娘と世話係（武内翔吾）
- 神クズ☆アイドル（犬ヶ崎）
- 咲う アルスノトリア すんっ!（第5部隊騎士）

2023年
- NieR:Automata Ver1.1a（2023年 - 2024年、機械生命体、王国民、レジスタンス） - 2シリーズ
- 君は放課後インソムニア（警官、アナウンス、男子生徒）
- 【推しの子】
- アイドルマスター シンデレラガールズ U149（男性）
- 鬼滅の刃 刀鍛冶の里編

2024年
- Re:Monster（兵士たち）
- ドラえもん（テレビ朝日版第2期）（タレント）
- 凍牌〜裏レート麻雀闘牌録〜（ジャケットの男）

2025年
- 華Doll*-Reinterpretation of Flowering-（ディレクター）

### 劇場アニメ
- 映画大好きポンポさん（2021年）
- ウマ娘 プリティーダービー 新時代の扉（2024年）
- 劇場版 鬼滅の刃 無限城編 第一章 猗窩座再来（2025年）

### Webアニメ
- 爆丸ジオガンライジング（2021年、サーチュラン[32]）
- 爆丸レジェンズ（2023年、サーチュラン）

### ゲーム
2010年代
- ラスト・エリュシオン（2018年、シャゾ、コンラッド 他）
- 極三国（2018年、司馬懿、郭嘉、華佗）
- ブラウンダスト（2019年、Dr.モーガン）
- なむあみだ仏っ!-蓮台 UTENA-（2019年、パズズ）
- グランドサマナーズ（2019年、冥鎌貴神シビル）

2020年代
- ソードアート・オンライン アリシゼーション リコリス（2020年）
- キャプテン翼 RISE OF NEW CHAMPIONS（2020年）
- ALTDEUS: Beyond Chronos（2020年）
- 鬼滅の刃 ヒノカミ血風譚（2021年）
- オリエント・アルカディア（2022年、張角、陳宮、法正）
- 魔法使いの夜（2022年）
- クイズRPG 魔法使いと黒猫のウィズ（2024年、エレイガ・マイユ）

### ドラマCD
- ヒプノシスマイク「Fling Posse VS MAD TRIGGER CREW」（2021年、今昔一雨） ※ドラマパート
- 神様の御用人（2021年、友人）※小説第10巻ドラマCD付き特装版

### BLCD
- お願い、そんなに噛まないで（モト[44]）
  - お願い、そんなに噛まないで 番外編（モト[45]）
- この手を離さないで 2（相川[46]）
- ごほうびちくび
- 好きって言ったのお前だろうが！[47]
- ダブル・スタンダード（仁[48]）
- 羽賀くんは噛まれたい（キャスター[49]）
- 腐男子召喚〜異世界で神獣にハメられました〜（司会）
- プッシーキングさまの悪癖（常連客・兄[50]）

### デジタルコミック
- 美術部の上村が死んだ（2022年、上村[51]）
- 嘘つきは地獄の始まり（2022年）[52]
- レッドブルー（2023年、鵺路鴈丸[53]）
- COSMOS（2024年）[54]

### 吹き替え
- ニューオーダー[55]

### その他
- デジモンツインL&R（2007年） - コマンダーユウ
- 働くクルマDVD-BOOK「MORITAの最新消防車」（2010年）[56]
- ネットドラマ 「純storyシリーズ あおいあめ」（2010年） - ユウジ 役[57]
- 『月刊コロコロコミック』 ハイパーヨーヨー（2011年 - 2013年） - トップスピナー タイガ
- 死神のエージェント（2015年、ニコニコ動画） - 中島歩夢 役
- つがる市市制10周年記念事業作品「つがーるちゃんは恋敵」（2016年）[58]
- 「2017 JAPAN OPEN YOYO CHAMPIONSHIP」MC（2017年）
- 書籍『有職装束大全』モデル（2018年）
- 東放学園映画専門学校 映画VFX専攻科 卒業制作「GRAND QUEST」（2021年）[59]
- Gakken『僕らの未来が変わるお金と生き方の教室』 紹介動画（2023年、ナレーション[60]）

### シリーズ一覧
1. ↑  第1クール（2023年）、第2クール（2024年）